# Сакаэ (село)
Сакаэ (яп. 栄村 Сакаэ-мура) — село в Японии, находящееся в уезде Симоминоти префектуры Нагано. Площадь села составляет 271,51 км², население — 2009 человек (1 августа 2014), плотность населения — 7,40 чел./км².

## Географическое положение
Село расположено на острове Хонсю в префектуре Нагано региона Тюбу. С ним граничат города Иияма, Токамати, Дзёэцу, посёлки Яманоути, Наканодзё, Цунан, Юдзава и сёла Нодзаваонсен, Кидзимадаира.

## Население
Население села составляет 2009 человек (1 августа 2014), а плотность — 7,40 чел./км². Изменение численности населения с 1980 по 2005 годы:
| 1980 | 3502 чел. |  |
| 1985 | 3284 чел. |  |
| 1990 | 3053 чел. |  |
| 1995 | 2896 чел. |  |
| 2000 | 2638 чел. |  |
| 2005 | 2488 чел. |  |

## Символика
Деревом села считается Paulownia tomentosa, цветком — Erythronium japonicum, птицей — Eurystomus orientalis.